# 第二世代抗ヒスタミン薬
第二世代抗ヒスタミン薬（だいにせだいこうヒスタミンやく、英語: Second-Generation Antihistamine）とは、抗ヒスタミン薬のうち、1983年以降に発売されたもので、それ以前から用いられていたジフェンヒドラミン（商品名レスタミン、ベナ、ドリエル）やクロルフェニラミン（ポララミン）などの第一世代抗ヒスタミン薬と比較して、眠気などの中枢神経抑制作用や、口渇や胸やけなどの抗コリン作用など、副作用の少ないものを言う。
第二世代抗ヒスタミン薬は、塩基性抗アレルギー薬、抗ヒスタミン作用を有する抗アレルギー薬、第二世代ヒスタミンH1受容体拮抗薬などと呼ばれることもある。医療用医薬品として用いられる第二世代抗ヒスタミン薬は、すべて処方箋医薬品である。薬効分類では、多くは「その他のアレルギー用薬」、一部の薬剤は、「抗ヒスタミン剤」である。
フェキソフェナジン、ロラタジンは、眠気の副作用が現れにくい薬である。またフェキソフェナジン（アレグラ）、ロラタジン（クラリチン）、ロラタジンの代謝産物デスロラタジン（デザレックス）、ビラスチン（ビラノア）については、他の抗ヒスタミン薬と異なり、日本の医薬品添付文書に、運転など危険を伴う機械の操作に対する注意書きが書かれていない。

## 薬効分類
多くは、日本標準商品分類番号の医薬品の薬効分類における「その他のアレルギー用薬」に分類される。（分類番号：87449）一部の薬剤は、「抗ヒスタミン剤」（日本標準商品分類番号：874413）に分類される。後者、「抗ヒスタミン剤」は分類上の分類名であり、一般には、抗ヒスタミン作用を有するものを総称して抗ヒスタミン薬と呼んでいる。なお、後者の「抗ヒスタミン剤」に分類される抗ヒスタミン薬は、第二世代抗ヒスタミン薬には該当しないとする論者もいる。

## 代謝
第二世代抗ヒスタミン薬は、第一世代とは異なり、多くは代謝の必要はなくそのまま排泄される。このため代謝に関する生理機能の弱っている高齢者では第二世代抗ヒスタミン薬の使用が推奨される。
このうちフェキソフェナジンが1日2回服用であり、他は1回である。またビラスチンでは飲食品との飲み合わせの注意があり、空腹時に服用される。

## 薬剤
以下は日本において「抗ヒスタミン剤」に分類される。
成分名の横に処方箋医薬品、続いて一般用医薬品のみの例も挙げる。
- メキタジン（商品名ゼスラン、ニポラジン）（1983年発売） - 単剤のストナリニ・ガード（第2類医薬品、佐藤製薬）、後は配合剤に以下がある。ポジナールM錠（第2類医薬品、廣昌堂）、アルガード鼻炎（同、ロート製薬）、パブロンAG錠（同、大正製薬）

以下は、日本において「その他のアレルギー薬」に分類される。発売日(世界)は、日本に限らず販売開始された年。添付文書情報で確認。
| 発売日 (世界) | 発売日 (日本)           | 一般名             | 処方箋医薬品 (先発医薬品) | 一般用医薬品                                                         |
| ------------- | ----------------------- | ------------------ | ------------------------- | -------------------------------------------------------------------- |
|               | 1983年                  | ケトチフェン       | ザジテン                  | アスミン鼻炎薬（薬王製薬）、アイリスAGガード（大正製薬）ほか         |
|               | 1986年                  | アゼラスチン       | アゼプチン                | スルーロンAL（協和薬品）、ムヒAZ錠（日東薬品工業）                   |
|               | 1987年                  | オキサトミド       | セルテクト                |                                                                      |
|               | 1990年 (2001年販売終了) | テルフェナジン     | トリルダン                |                                                                      |
| 1993年        | 1993年                  | エメダスチン       | ダレン、レミカット        | なし                                                                 |
| 1994年        | 1994年                  | エピナスチン       | アレジオン                | アレジオン（エスエス製薬）                                           |
|               | 1996年                  | エバスチン         | エバステル                | エバステルAL（興和）                                                 |
| 1986年        | 1998年                  | セチリジン         | ジルテック                | コンタック鼻炎Z（グラクソ・スミスクライン）、ストナリニZ（佐藤製薬） |
| 2000年        | 2000年                  | ベポタスチン       | タリオン                  | タリオンR（田辺三菱製薬）                                            |
| 1996年        | 2000年                  | フェキソフェナジン | アレグラ                  | アレグラFX（久光製薬）、ノスポール鼻炎錠FX（協和薬品）ほか           |
| 1996年        | 2001年                  | オロパタジン       | アレロック、パタノール    | なし                                                                 |
| 1987年        | 2002年                  | ロラタジン         | クラリチン                | クラリチンEX（大正製薬）                                             |
| 2001年1月     | 2010年12月              | レボセチリジン     | ザイザル                  |                                                                      |
| 2000年9月     | 2016年11月              | デスロラタジン     | デザレックス              |                                                                      |
| 2010年9月     | 2016年11月              | ビラスチン         | ビラノア                  |                                                                      |
|               | 2017年11月              | ルパタジン         | ルパフィン                |                                                                      |

フェキソフェナジン、セチリジン、ロラタジンなど、眠気の副作用が特にあらわれにくい薬剤を「第三世代抗ヒスタミン薬」と呼ばれることもある。2013年版『鼻アレルギー診療ガイドライン』では、第二世代までの記載であり、第三世代といった言及はない。
また、ケトチフェンやエメダスチンやオロパタジンは、第二世代抗ヒスタミン薬だが、眠気は強い。

## ガイドライン
痒みによる二次性の不眠症に対して、催眠鎮静作用の弱い第二世代抗ヒスタミン薬が第一世代より推奨されるが、翌日の眠気への影響は考慮すべきである。